# Blinde vlek (biologie)

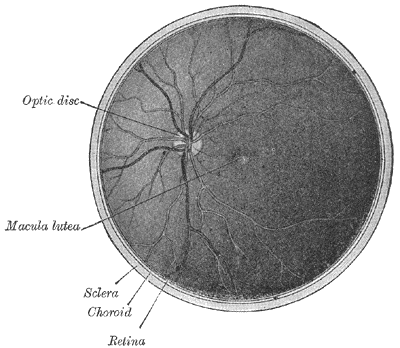
Afbeelding van het netvlies

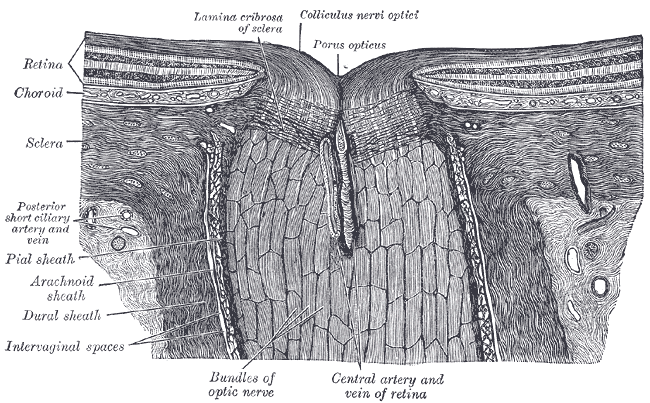
Doorsnede

De blinde vlek of papil (ook wel kop van de oogzenuw) is een deel van het netvlies achter in het oog van gewervelden, waar de gezichtszenuw het oog verlaat. Hier ontbreken fotoreceptoren, waardoor het corresponderende deel van het gezichtsveld niet wordt waargenomen.
De blinde vlek wordt normaal niet als zodanig ervaren. De hersenen vullen het ontbrekende deel van het beeld aan met de kleuren van de omringende staafjes en kegeltjes zodat de waargenomen structuren niet onderbroken lijken.
De blinde vlek kan echter wel worden aangetoond door een kruisje en een rondje te tekenen op een onderlinge afstand van ongeveer 15 cm:
Hiermee is ook bewezen dat de hersenen in staat zijn "dingen" voor ons in te vullen.